# Роджер Верей
Роджер Верей (пол. Roger Verey, 14 березня 1912 — 6 вересня 2000) — польський академічний веслувальник.
Бронзовий призер Олімпійських Ігор 1936 року в складі парної двійки.
Чемпіон Європи 1933 (одиночки), 1935 (одиночки), 1935 (парні двійки) років, срібний призер 1934, 1938 років в одиночці, бронзовий призер 1932 (парні двійки), 1937 (одиночки) років.